# Singende Säge

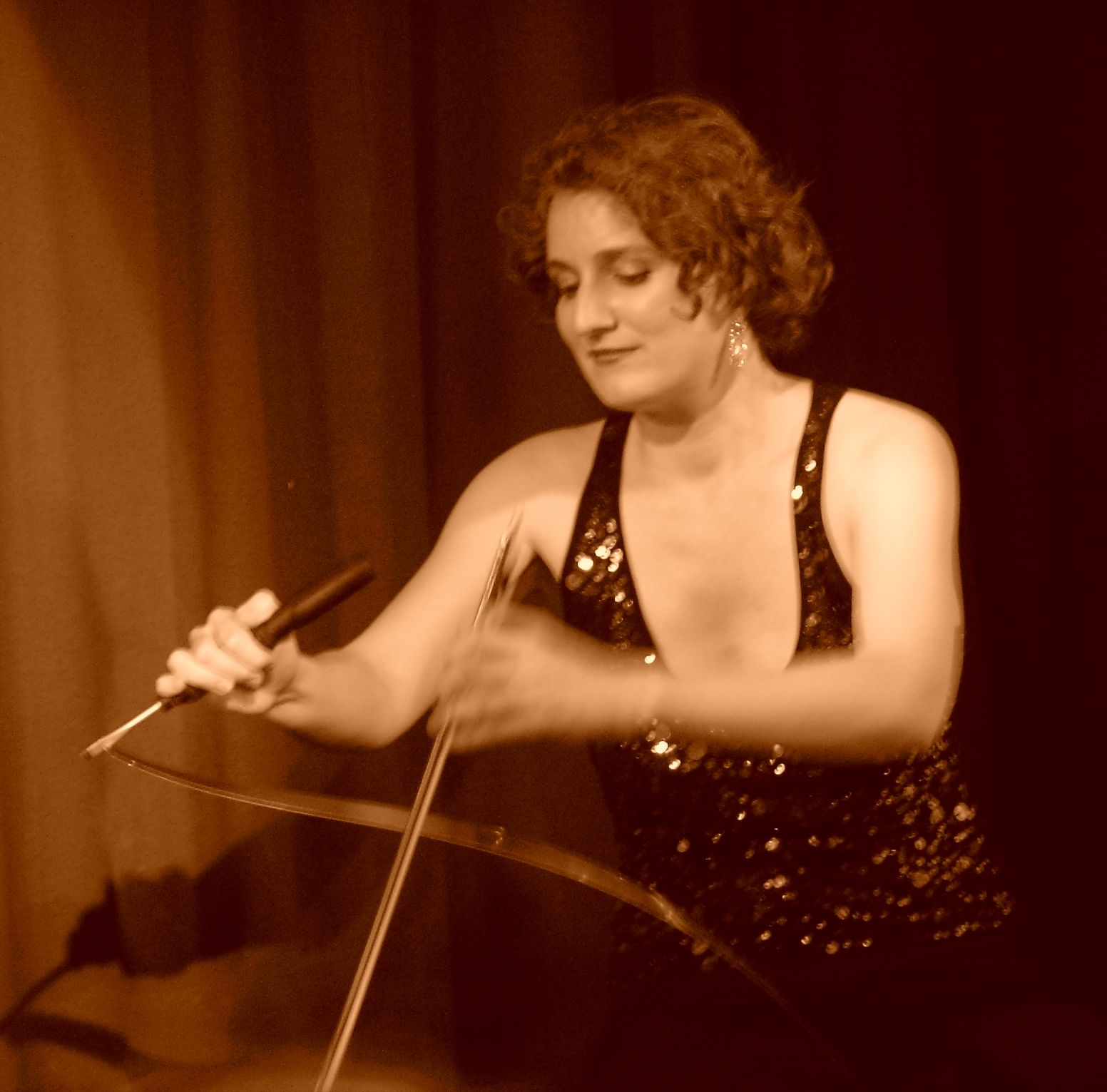
Katharina Micada, Sägistin und Sängerin.

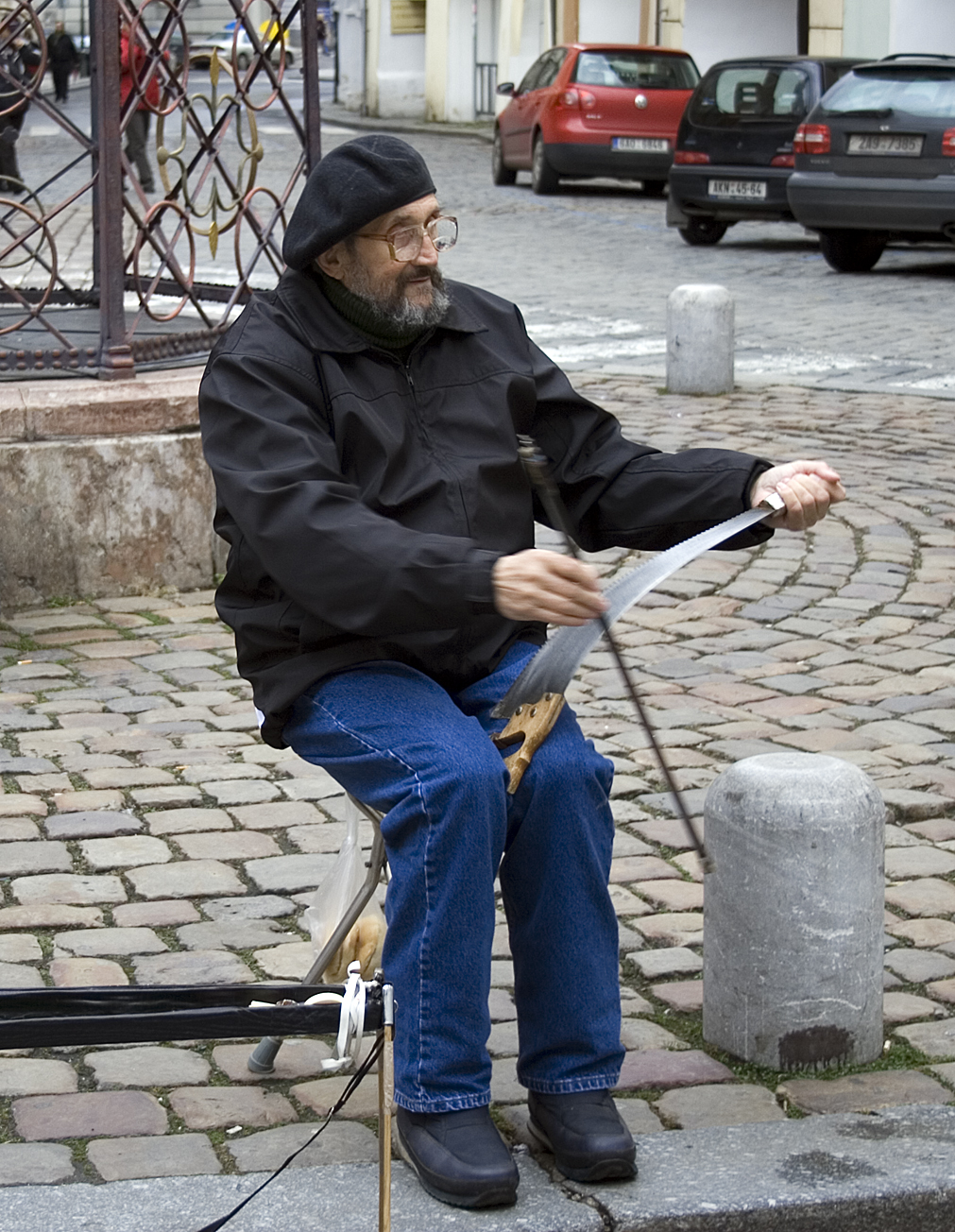
Sägenspieler in Prag, 2007

Die Singende Säge (englisch musical saw) ist ein Musikinstrument, instrumentenkundlich ein Reibidiophon, bei dem eine breite Säge aus Stahl (Fuchsschwanz) mit einem Violinbogen gestrichen wird.

## Spielweise
Bei der Singenden Säge wird die Tonhöhe durch Biegen des Sägeblatts verändert. Aufeinanderfolgende Töne werden durch ein mehr oder weniger wahrnehmbares Glissando verbunden. Die Schwingung des jeweiligen Tons kommt einem Sinuston nahe. Der Klang erinnert an den menschlichen Sopran oder an ein hohes Pfeifen.
Die Tonhöhe wird durch die an der schwingenden Stelle gemessene Breite des Blattes bestimmt. Diese wird ihrerseits durch Biegen der Säge in eine S-Form definiert, wobei der gerade Teil zwischen den beiden S-Kurven identisch mit dem schwingenden Teil ist. Die Form des Fuchsschwanzes (auf einer Seite schmal, beim Griff breit) ermöglicht verschiedene Tonhöhen.
Der Tonumfang beträgt bei den meisten Musiksägen 2–2½ Oktaven, bei den französischen „Lame Sonore“ (traditionell ohne Zähne) z. T. 3½ Oktaven. Der tiefste Ton auf einer (großen) Musiksäge ist ca. c’, der höchste Ton auf der (französischen) Säge ca. f’’’’. Ob große/tiefe Sägen oder kleinere/höhere Sägen gespielt werden, hängt von der persönlichen Präferenz des Instrumentalisten ab. Auch manche herkömmlichen Handwerkssägen kann man zum Musizieren verwenden, deren Tonumfang beschränkt sich aber auf ca. 1–1½ Oktaven und umfasst aufgrund des kleinen Blatts lediglich einen sehr hohen Tonbereich.
Da das Biegen des Sägeblattes sehr viel Kraftaufwand für die Hand bzw. den Daumen bedeutet, bevorzugen viele – vor allem professionelle – Sägenspieler einen Hebel am oberen Ende des Sägeblatts. Der Hebel wird festgeklemmt, -geschraubt oder -gesteckt. Das Vibrato wird traditionell mit einem zitternden Bein erzeugt. Manche moderne Spieler bevorzugen das Vibrato mit Hilfe des Hebels. Als weitere Klangmöglichkeit können auch Flageolett-Töne gespielt werden. Diese entstehen durch eine etwas stärkere Biegung und das Anstreichen anderer Punkte auf dem Sägeblatt. Diese Töne können auch gleichzeitig mit Grundtönen gespielt werden, so dass Mehrstimmigkeit entsteht.
Eine alternative Spieltechnik besteht darin, das Stahlblatt mittels eines Schlägels zum Klingen zu bringen.

## Herkunft
Der Ursprung des Instruments ist unklar, jedoch wird angenommen, dass die Spieltechnik unabhängig voneinander in mehreren Regionen, unter anderem in Skandinavien und Südamerika, entwickelt wurde.
Der Schauspieler und Komiker Leon Weaver, Teil der „Weaver Brothers“, erlernte die Singende Säge im Jahr 1902 und brachte das Instrument im Jahr 1919 erstmals auf eine Vaudeville-Bühne. Beide Brüder tourten erfolgreich mit ihrer Show durch die USA und Europa.
In den 1920er und 1930er Jahren war die Singende Säge ein Modeinstrument und wurde in den USA in Skiffle-Bands und in Europa in vielen Salonorchestern und zum Teil in Filmen eingesetzt.
Marlene Dietrich ist wohl die bisher bekannteste Sägespielerin. Sie lernte 1927 das Spielen auf der Singenden Säge von dem bayerischen Schauspieler Igo Sym, als sie den Film Café Elektric in Wien drehte. In Drehpausen und am Wochenende führten die beiden romantische Duette auf – er am Klavier, sie an der Singenden Säge. Sym schenkte Dietrich seine Singende Säge zum Abschied. Eingraviert sind die folgenden Worte: „Now Suidy is gone / the sun d’ont [sic!] / shine… / Igo / Vienna 1927“. Sie nahm die Säge mit nach Hollywood und spielte dort auf Partys. So hatte sie damals den Ruf, die „First Lady“ auf der Singenden Säge zu sein. Als sie im Zweiten Weltkrieg bei den USO-Shows für die amerikanischen Truppen mitwirkte, hatte sie die Säge immer dabei.

## Zeitgenössische Musik

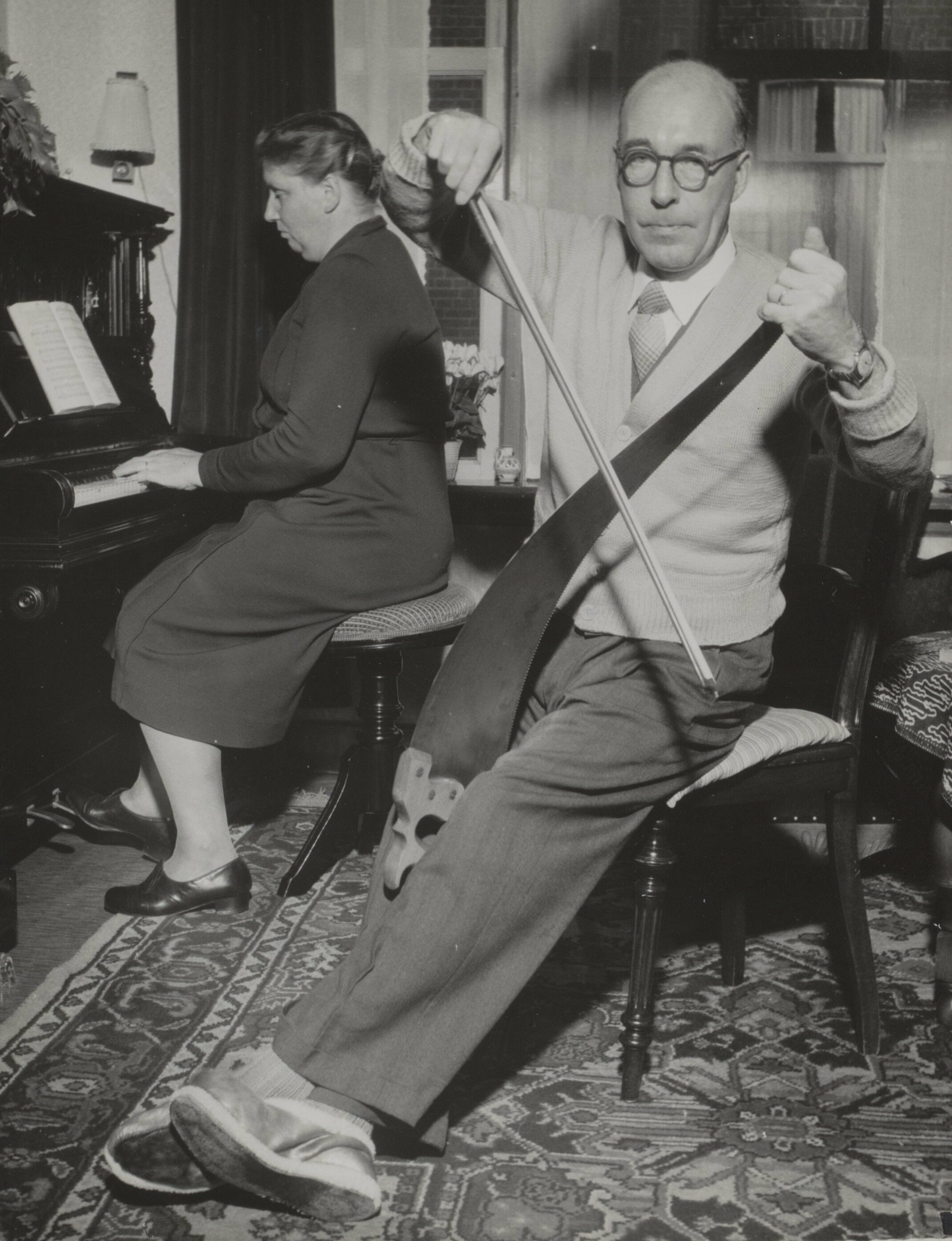
Pastor J. van Dalen spielt Singende Säge, begleitet von seiner Frau am Klavier. Den Oever, Niederlande, 1953

Seit den 1920er-Jahren schrieben zeitgenössische Komponisten für die Singende Säge. Der erste war vermutlich Dmitri Dmitrijewitsch Schostakowitsch. Er verwendete das Instrument u. a. in der Filmmusik zu Das neue Babylon (1929), in Die Nase (1928) und in Lady Macbeth von Mzensk (Oper, 1934).
Schostakowitsch und andere Komponisten seiner Zeit benutzten den Begriff „Flexaton“ für Singende Säge. „Flexaton“ heißt einfach „einen Ton biegen“, bei der Singenden Säge wird die Tonhöhe durch Biegen des Sägeblatts verändert. Da dieser Begriff auch für ein Instrument namens Flexaton verwendet wird, kam es über lange Zeit zu Verwechslungen. Partien, die eigentlich für die Singende Säge geschrieben worden waren, wurden auf dem Instrument Flexaton zu spielen versucht. Meist stört hier das klingelnde Klöppelgeräusch des Flexatons den Charakter der Musik erheblich.
Aram Chatschaturjan, der Schostakowitschs Musik kannte, verwendete die Singende Säge in seinem Klavierkonzert (1936) im zweiten lyrischen Satz. Ernst Krenek setzte sie in seiner Jazz-Oper Jonny spielt auf zur möglichst authentischen Charakterisierung der damaligen Skiffle-Jazzbands in Harlem ein.
Ein anderer Komponist war der Schweizer Arthur Honegger, der eine Stimme für Singende Säge in seiner Kurzoper Antigone (1924) schrieb. Der rumänische Komponist George Enescu verwendete die Singende Säge in seiner Oper Oedipe (1931) am Ende des zweiten Aktes. Sie setzt ein aufsteigendes Glissando der Mezzosopranistin fort, um die Himmelfahrt der durch Ödipus getöteten Sphinx zu symbolisieren.
Giacinto Scelsi, italienischer Komponist, schrieb einen Part für Singende Säge in seinem Viertelton-Musik-stück Quattro pezzi su una sola nota (1959). Der deutsche Komponist Hans Werner Henze benutzte die Singende Säge, um den bösen Helden seiner Oper Elegie für junge Liebende (1961) zu charakterisieren. Andere Komponisten waren Krzysztof Penderecki mit Fluorescences (1961), De natura sonoris Nr. 2 (1971) und der Oper Ubu Rex (1990), Bernd Alois Zimmermann mit Stille und Umkehr (1970), George Crumb mit Ancient voices of children (1970), John Corigliano mit The Mannheim Rocket (2001). Chaya Czernowin verwendete die Säge in ihrer Oper „PNIMA…Ins Innere“ (2000), um den Charakter des vom Holocaust traumatisierten Großvaters zu repräsentieren. Weitere sind Leif Segerstam, Hans Zender (Orchestrierung der „5 préludes“ von Claude Debussy), Franz Schreker (Oper Christophorus) und Oscar Strasnoy (Oper Le bal).
Die russische Komponistin Lera Auerbach schrieb für die Singende Säge in ihrem Ballett The little mermaid (2005), in ihrem symphonischen Gedicht Dreams and Whispers of Poseidon (2005), in ihrem Oratorium Requiem Dresden – Ode to Peace (2012), in ihrem Klavierkonzert Nr. 1 (2015) und in ihrem komischen Oratorium The Infant Minstrel and His Peculiar Menagerie (2016).

## Film
Die Singende Säge wurde auch im Film verwendet. Den wohl bekanntesten Filmauftritt hatte sie im Kinderfilm Pippi außer Rand und Band durch die Figur des Landstreichers Konrad, der in einem verlassenen Haus in einer etwas unheimlichen Szene die Säge streicht. Ebenfalls sehr bekannt ist die Schlussszene aus Delicatessen (1991) mit einem Duett für Singende Säge und Violoncello, das auf einem Hausdach aufgeführt wird.
Filmmusik mit Singender Säge: Einer flog über’s Kuckucksnest (1975), Fluch der Karibik – Am Ende der Welt (2007)Another Earth (2011), Dummy (2002), Time Out of Mind (2014), Der Unglücksbringer: Das Leben und die Tode des Robert Durst (2015), Miss Stevens (2016) und Amanda and Jack Go Glamping (2017).

## Sonstiges
Jährlich stattfindende Festivals für Singende Säge sind das Annual International Musical Saw Festival (Mitte August in Santa Cruz/Kalifornien), veranstaltet von der IMSA (International Musical Saw Association) und das New York City Musical Saw Festival. 2008 wurde in Gostyn (Polen) erstmals ein Guinness-Weltrekord für das weltgrößte Sägenensemble (28 Spieler) aufgestellt. Getoppt wurde dieser vom erneuten Guinness-Weltrekord beim New York City Musical Saw Festival 2009, bei dem 53 Spieler gleichzeitig „Ave Maria“ von Schubert „sägten“. 2011 fand in Jelenia Góra (Polen) eine Weltmeisterschaft für Singende Säge statt.
In Anlehnung an den Klang einer Kreissäge erhielt das von DKW von 1953 bis 1956 eingesetzte Rennmotorrad RM 350 den Spitznamen „Singende Säge“. Ihr Zweitakt-Dreizylindermotor erlaubte Drehzahlen bis zu 15.000/min und sorgte damit für einen einzigartigen Ton.